# رودي غارسيا (سياسي أمريكي)
رودي غارسيا (بالإنجليزية: Rudy Garcia)‏ هو محامي ولاعب كرة قدم أمريكية وسياسي أمريكي، ولد في 20 يناير 1964. حزبياً، نشط في الحزب الديمقراطي. وقد انتخب عضو جمعية نيوجيرسي العامة.